# Nachal Bejtar
Nachal Bejtar (hebrejsky: נחל ביתר) je vádí v Judských horách na Západním břehu Jordánu a v Izraeli.
Začíná v nadmořské výšce přes 700 metrů na východním okraji izraelské osady, města Bejtar Ilit a palestinského města Husan. Směřuje pak k severu rychle se zahlubujícím údolím. Ze západu obchází palestinské město Battir. Zde vstupuje na území Izraele, kde krátce nato ústí zleva do vádí Nachal Refa'im. Údolím Nachal Refa'im prochází železniční trať Tel Aviv-Jeruzalém.